# Chang Dae-whan
Chang Dae-whan (Hangŭl: 장대환, e Hanja: 張大煥; Seul, 21 marzo 1952) è un politico, dirigente d'azienda e editore sudcoreano, presidente della Maekyung Media Group, già primo ministro ad interim della Corea del Sud.
Noto anche come Chang Dae-hwan, fra i principali dirigenti d'azienda sudcoreani, è il presidente della Maekyung Media Group, che comprende fra l'altro il maggiore quotidiano economico in Corea, il Maeil Business Newspaper (877,852 copie giornaliere vendute nel 2009), e il canale tv MBN. Per un breve periodo è stato primo ministro ad interim della Corea del Sud, nell'agosto del 2002, durante la presidenza di Kim Dae-jung, ma l'Assemblea nazionale non votò la sua elezione.

## Vita e carriera
Si è laureato in Scienze politiche nel 1973 presso l'Università di Rochester, negli Stati Uniti.
Ha inoltre conseguito nel giugno del 1974 un diploma sullo studio dell'EC (European Community), in Belgio, e, due anni più tardi, un master in Affari Internazionali alla George Washington University. Successivamente, Chang ha conseguito la laurea magistrale e il dottorato di ricerca in Economia e Management presso la New York University, dove ha dissertato la sua tesi di dottorato sulle imprese di costruzione della Corea del Sud in Medio Oriente.
Chang inizia a lavorare nell'editoria dal 1º gennaio 1986 come responsabile della pianificazione al dipartimento presso la testata Maeil Business Newspaper (MBN), che dal 2001 dispone di un canale televisivo via cavo (Maeil Business TV News), insieme a diversi portali Internet, pubblicazioni settimanali, case editrici, tv satellitare. In seguito all'interno dell'azienda ha ricoperto la carica di amministratore, amministratore delegato e successivamente di direttore esecutivo, fino a diventare nel 1988 presidente ed editore del MBN.
Già presidente della Korean Association of Newspaper (2005-'10), presidente del cda del Sejong Center for the Performing Arts (2008-'11), membro del National Competitiveness Council (2008-'13), attualmente è componente della Commissione mondiale sulla governance di Internet (The Global Commission on Internet Governance), istituita nel gennaio 2014 dal Forum economico mondiale (World Economic Forum), presidente del Hong Reung Forum, membro del consiglio dell'Associazione mondiale della carta stampata (dal 2004), fondatore e direttore esecutivo del World Knowledge Forum (dal 1998).
Nel 2011 ha scritto il libro One Asia Momentum (sottotitolo: Asia is the Future of the World and the Future of Korea) presentato al GW Global Forum di Seoul.

## Attività politica
Chang fu incaricato primo ministro ad interim il 9 agosto 2002, poiché l'Assemblea Nazionale aveva negato la riconferma della carica alla sua predecessora Chang Sang, rettrice dell'Università femminile Ewha di Seul. La nomina fu inespettata in quanto non aveva alcuna esperienza di governo. 
Se fosse stato eletto, Chang sarebbe stato l'esponente più ricco del Governo coreano (il suo patrimonio familiare era stimato attorno ai 5,6 miliardi di won, come egli stesso ebbe a dichiarare). Tuttavia, durante le audizioni di conferma, il Partito Saenuri si oppose.